# Franz Wördemann
Franz Wördemann (* 29. Mai 1923 in Münster; † 16. März 1992 in Herrsching am Ammersee) war ein deutscher Journalist und Sachbuchautor.

## Leben
Franz Wördemann entstammte einer Kaufmannsfamilie und wuchs in Münster auf. Dort besuchte er auch zunächst ein Gymnasium, bevor er dann auf das Internatsgymnasium Collegium Augustinianum Gaesdonck bei Goch wechselte, an dem er 1942 das Abitur ablegte. Nach dem Zweiten Weltkrieg studierte er an der Universität seiner Geburtsstadt vier Jahre lang Philologie.
Danach arbeitete er von 1950 bis 1953 in London für die BBC, für deren Overseas Service er dann auch 1953 als Korrespondent in die damalige Bundeshauptstadt Bonn ging. Anschließend war Wördemann von 1957 bis 1960 in Köln als Redakteur für den WDR und die Deutsche Welle sowie 1960/61 als Dokumentarfilmautor in Washington tätig.
1962 wurde Wördemann zum Chefredakteur Fernsehen des WDR berufen sowie 1972 zusätzlich zum Programmchef und Leiter des Programmbereichs Politik. In diesen Jahren seiner Tätigkeit und unter seiner Verantwortung wurden unter anderem Fernsehsendungen wie Monitor oder Weltspiegel, die er beide zeitweise auch selbst moderierte, entwickelt und erstmals ausgestrahlt. Wördemann moderierte zudem auch Sendungen anderer Rundfunkanstalten wie etwa 1964/65 das Magazin Report, seinerzeit noch vom Bayerischen Rundfunk und vom Südwestfunk gemeinsam produziert.
Von 1973 bis 1976 wurde das CDU-Mitglied Wördemann Chefredakteur der Zeitung Münchner Merkur. In den 1980er Jahren war Wördemann als Moderator der Aktuellen Stunde des WDR im Fernsehen präsent.
Darüber hinaus übersetzte und verfasste er auch Bücher, von denen das über den Terrorismus aus dem Jahre 1977 bis heute viel zitiert wird.
Franz Wördemann starb im Alter von 68 Jahren und wurde auf dem Friedhof von Herrsching am Ammersee beigesetzt.

## Zitate
- „Der […] Guerilla besetzt tendenziell den Raum, um später das Denken gefangen zu nehmen, der Terrorist besetzt das Denken, da er den Raum nicht nehmen kann.“[4]
- „Terrorismus ist die auf das äußerste zugespitzte Form psychologischer Kriegsführung, die ausgeübt wird von der organisatorisch auf das äußerste verkleinerten, verborgenen Gruppe. In dieser psychologischen Kriegsführung wird das verführende Wort durch die verleitende Tat ersetzt.“[5]

## Bücher
- Vom großen Bruder. Geschichten aus dem Fernsehen. Informedia, Köln 1974. (= Abenteuer Fernsehen.)
- unter Mitarbeit von Hans-Joachim Löser: Terrorismus. Motive, Täter, Strategien. Piper, München / Zürich 1977, ISBN 3-492-02261-8. Taschenbuchausgabe: Ullstein, Frankfurt/Main / Berlin / Wien 1979, ISBN 3-548-34011-3 (= Ullstein-Bücher 34011).
- Die Beute gehört Allah. Die Geschichte der Araber in Spanien. Mit 41 Fotos von Ulfert Kasten. Piper, München / Zürich 1985, ISBN 3-492-02794-6.

## Übersetzungen
- David J. Dallin: Die Sowjetspionage. Prinzipien und Praktiken. Verlag für Politik und Wirtschaft, Köln 1956.
- Chester Bowles: Der große Friede. Grenzen und Möglichkeiten. Verlag für Politik und Wirtschaft, Köln 1957.